# Lindengallmilbe

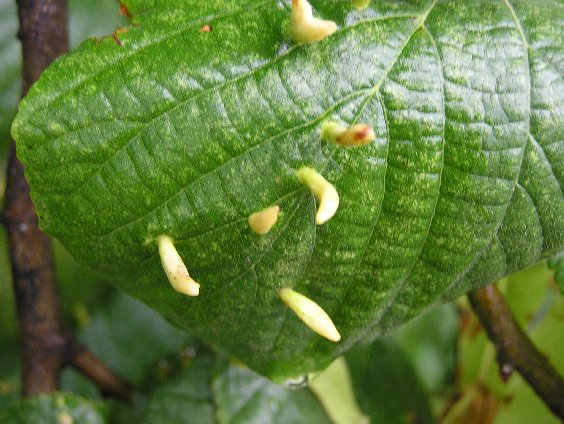
Grüne Gallen von Eriophyes tiliae

Die Lindengallmilbe (Eriophyes tiliae) ist eine Milbenart aus der Familie der Gallmilben (Eriophyidae).

## Merkmale
Die Lindengallmilbe führt auf Blättern zu zahlreichen, langen, schlanken, 8–15 mm hohen, nach oben verschmälerten und am Ende zugespitzten Nagelgallen. Die Galle ist grün oder leuchtend rot gefärbt. Ihre Öffnung befindet sich auf der Blattunterseite und ist von kleinen weißen Härchen umgeben.

## Ähnliche Arten
- Aceria lateannulatus

## Verbreitung und Lebensraum
Eriophyes tiliae kommt in Europa häufig und oft in großen Mengen auf der Sommerlinde (Tilia platyphyllos) und an der Kreuzung aus Sommer- und Winterlinde, der Holländischen Linde (Tilia × europaea), vor. Sie treten ab Mai/Juni auf und obwohl sie zu deutlichen Veränderungen auf den Blättern führen, beeinträchtigen sie das Wachstum der Bäume nicht.

## Synonyme
- Eriophyes gallarumtiliae (Turpin)